# Zilverkarper
De zilverkarper (Hypophthalmichthys molitrix) is een exoot die incidenteel in de zoete wateren van de Benelux voorkomt.

## Algemeen
De zilverkarper is met zijn lengte van ongeveer 1 meter en zijn gewicht van 20 kg een grote vis. Hij heeft meestal een lengte van 60 à 100 cm met een maximumlengte van 140 cm en kan tot 50 kg zwaar worden.
De zilverkarper hoort tot het "monotypische" geslacht Hypophthalmichthys; er is dus maar één soort die tot dit geslacht behoort. Zilverkarpers planten zich voort in stromend water van 22 °C.

## Ecologische betekenis
De zilverkarper is een echte algeneter, hij zwemt met een open bek door het water en zeeft de alg er uit. Als beheersmaatregel wordt de zilverkarper wel uitgezet. De zilverkarper plant zich bij ons niet voort omdat de watertemperatuur daarvoor te laag is. Als hij wordt aangetroffen betreft het of uitgezette vijver- of aquariumvissen of vis die ontsnapt is uit een kwekerij. In Noord Amerika werd hij in 1970 ingezet om algengroei in zuiveringsinstallaties tegen te gaan. Hij is inmiddels aldaar tot een ecologische plaag uitgegroeid en vermaard om zijn sprongen tot 3 meter boven de waterspiegel.

## Commerciële betekenis
In Azië geldt deze vis als een delicatesse, hij wordt veel in aquacultuur gehouden. In 1996 werd er wereldwijd 2,88 miljoen ton van deze vis geteeld.

## Naam in andere talen
- Duits: Silberkarpfen
- Engels: silver carp
- Frans: carpe argentée
- Russisch: Tolstolob
- Zweeds: silverkarp